# 필리프 솔레르스

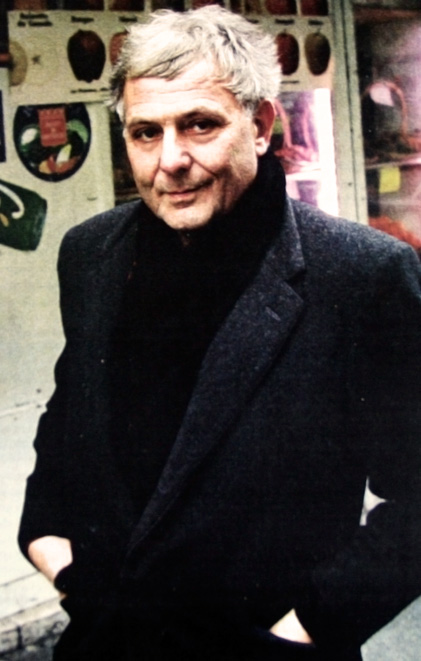
필리프 솔레르스(1980년경)

필리프 솔레르스(프랑스어: Philippe Sollers [sɔlɛʁs], 1936년 11월 28일~2023년 5월 5일)는 프랑스의 작가이자 비평가이다. 본명은 '필리프 주아요(Philippe Joyaux)'이며 필명으로 필리프 디아망(Philippe Diamant)을 사용하기도 한다. 소설, 에세이, 전기 등을 넘나드는 전방위적 저술과 예리한 비판력으로 프랑스 문화의 대변자로 일컬어지며 20세기 후반 프랑스 문학의 대문호로 꼽힌다. 1960년 전위계간지《텔켈 (Tel Quel)》을 창간하여 이를 중심으로 롤랑 바르트(Roland Barthes), 자크 데리다(Jacques Derrida), 쥘리아 크리스테바(Julia Kristeva), 미셸 푸코(Michel Foucault), 피에르 기요타(Pierre Guyotat) 등과 함께 포스트 구조주의 사상을 알리는 데 이바지한다. 또한 로트레아몽(Lautréamont), 단테(Dante), 앙토냉 아르토(Antonin Artaud), 조르주 바타유(Georges Bataille), 제임스 조이스 등과 같이 그 당시 유명한 작가로부터 진가를 인정받지 못한 작가, 논란의 대상이 되는 작가들의 작품을 재해석하며《텔켈》지를 다양한 사상과 새로운 이론, 지식의 발표 매체로 이끈다.
1983년《텔켈》지 폐간에 이어 같은 해에 계간 문예 총서《랑피니(L'infini)》를 창간한다. 1967년에 불가리아 출신의 철학자이며 정신분석학자, 기호학자, 저술가인 쥘리아 크리스테바(Julia Kristeva)와 결혼한다.

## 생애
필리프 솔레르스는 프랑스, 보르도 태어났다. 1957년 문예지 에크리르(Écrire)에 그의 첫 글《도전 (Le Défi) 》(1957)을 발표하며 문단에 등장한다.
다음 해 그는 처녀작 소설《기묘한 고독 (Une curieuse solitude)》(1958)으로 프랑수아 모리아크(François Mauriac)와 루이 아라공(Louis Aragon)의 격찬을 받으며 일약 프랑스 문단의 별로 떠오른다.
그 후, 전통적인 소설 기법으로부터 떠나 새로운 방식의 글쓰기, 누벨 에크리튀르(nouvelle écriture)를 시도함으로써 1961년에는 누보로망(nouveau roman)적 작풍의 소설,《공원 (Le parc)》(1961)으로 메디치상(Prix Médicis)을 수상한다.
일찍이 중국 문명에 관심을 두기 시작한 필리프 솔레르스는 중국어를 연구, 습득하여 한자를 통해 표어문자의 논리를 응용한다.《극 (Drame)》(1965)은 체스보드와 역경의 구조를 바탕으로 삼은 64개의 절로 구축, 집필되었으며 이후 《수 (Nombres)》(1968) 또한 전위적인 실험 방식으로 쓰였다. 제임스 조이스(James Joyce)의 피네간의 경야 (Finnegans Wake)의 영향을 받아 집필했다는《법 (Lois)》(1972)은 언어와 역사 그리고 무의식 세계의 탐구를 통해 언어적 실험을 시도함으로써 그의 문학은 구조 해체의 경향을 띤 스타일로 진화한다.
또한, 종교 문서에서 볼 수 있는 운율에 매료된 솔레르스는 《H》(1973)에서 문장 부호가 없는 글을 통해 표현을 해방하는 실험을 전개한다. 그의 대표작 중에 하나로 꼽히는 소설《낙원 I (Paradis I)》(1981)과 《낙원 II (Paradis II)》(1986)은 해설자가 음유시인처럼 포스트 모던 시대의 이야기를 읊는 형식을 갖고 언어유희, 신조어, 오자, 어형 변화, 연달아 쓰기, 복합어 등을 자유로이 사용함으로 우스꽝스럽고도 몽환적 감성을 유도하며 문체는 교향곡의 박자를 따른 듯한 흐름을 이루고 있다.
셀린(Louis-Ferdinand Céline), 폴 모랑(Paul Morand)과 미국의 대문호 포크너(William Faulkner), 헤밍웨이(Ernest Hemingway), 헨리 밀러(Henry Miller), 윌리엄 S. 버로스(William S. Burroughs), 케루악(Jack Kerouac), 부코스키(Charles Bukowski) 그리고 블라디미르 나보코프 (Vladimir Nabokov) 등으로부터 영감을 받은 솔레르스는 그의 또 다른 대표작《여자들 (Femmes)》(1983)을 출간한다. 그는 이 작품에서 컷업 기법 (cut-up technique)으로 문장에 우연성을 부가하고 내면 세계를 철저히 비추어 낸다.
솔레르스는 소설 외에도 예술사 에세이를 비롯하여 문학 평론, 전기, 탐방기 등을 다수 집필한다.
문학에서는 18세기 프랑스 문학은 물론, 단테(Dante), 사드(Sade), 로트레아몽(Lautréamont), 프루스트(Marcel Proust), 장 주네(Jean Genet), 카프카(Kafka) 등을 독창적인 관점으로 분석하여 그들의 원류를 재조명하며 음악(바흐, 하이든, 모차르트, 마일스 데이비스)은 물론, 미술사에서도 베네치아파 화가들, 이탈리아 르네상스 미술, 18세기 프랑스 회화, 인상주의 및 미국의 현대 미술까지 종교학, 철학, 역사, 사회학, 심리학 등을 바탕으로 다양한 관점으로 접근, 분석함으로 현대 비평의 새로운 흐름을 구축한다.

## 한국어로 번역된 작품 목록

### 소설
- 《도전》 범한출판사(1988) - Le Défi(1957)
- 《공원》 범한출판사(1988) - Le Parc(1961)
- 《황금백합》 한길사(1992) - Le Lys d'or(1989)
- 《여자들 (상)》 한길사(1992) - Femmes(1983)
- 《여자들 (하)》 한길사(1992) - Femmes(1983)

### 전기
- 《모차르트 평전》 효형출판(2002) - Mystérieux Mozart(2001)
- 《루브르를 훔친 기사 비방드농》 푸른미디어(2003) - Le Cavalier du Louvre: Vivant Denon(1995)